# Kolumna Mariańska w Prievidzy
Kolumna Mariańska w Prievidzy (słow. Mariánsky stlp w Prievidzi) – kolumna z rzeźbą przedstawiającą Niepokalaną Najświętszą Marię Pannę (Immaculata), usytuowana na placu przy południowej fasadzie  kościoła parafialnego św. Bartłomieja Apostoła w Prievidzy na Słowacji.
Pochodzi z XVIII w. Barokowa, kamienna, w formie okrągłej kolumny w stylu jońskim na wysokim, kwadratowym postumencie, zwieńczona pozłacaną rzeźbą NMP. Jej autorem jest kremnicki rzeźbiarz Dionizy Stanetti. Kilkakrotnie restaurowana, po raz ostatni w latach 90. XX w.